# Francisco Bens Argandoña
Francisco Bens Argandoña (l'Havana, 28 de juny de 1867 - Madrid, 5 d'abril de 1949) va ser un militar i administrador colonial espanyol. Va ser un dels primers governadors del Sàhara espanyol, i la seva labor va ser fonamental per assentar el domini espanyol al territori.

## Biografia
Amb quinze anys va ingressar en l'Acadèmia Militar de l'Havana, graduant-se com a alferes als divuit anys. Traslladat a la península, va participar en la repressió de la revolta republicana del brigadier Villacampa a Madrid (19 de setembre de 1886). En 1893 va participar en la força d'auxili enviada a Melilla, on tropes espanyoles es trobaven assetjades pels rifenys en el fort de Cabrerizas Altas (en els combats havia perdut la vida el governador de Melilla, el general Margallo). És el que es coneix com la guerra xica. Al febrer de 1896 és enviat a Cuba, participant en la Guerra d'Independència de Cuba. La seva actuació, valenta i esforçada, li va merèixer ser distingit amb quatre creus vermelles al mèrit militar. En acabar la guerra, en la qual Cuba va aconseguir la independència, torna a Espanya amb el grau de capità.
En desembre de 1903 és nomenat governador polític-militar de la colònia de Río de Oro, i el 17 de gener de 1904 desembarca a la badia de Villa Cisneros. El domini espanyol era precari i es limitava a l'establiment de Villa Cisneros. Bens tracta d'atreure's als nadius, al mateix temps que emprèn expedicions cap a l'interior, amb el propòsit de fer que la presència espanyola fos no només teòrica sinó efectiva. En 1907, Bens passa a Aargub, a l'altre costat de la badia, i en 1910 realitza una expedició de 400 quilòmetres fins a Atar a l'Adrar Stemar, ja sota domini colonial francès.
El 29 de juny de 1916 va ocupar cap Juby en qualitat de protectorat (la ciutat principal seria batejada com a Villa Bens en honor seu), i el 30 de novembre de 1920 va ocupar Güera, a Cap Blanc, després de negociar amb els notables de les tribus de la zona. En 1916 va ser ascendit a tinent coronel com recompensa als rellevants mèrits i notoris serveis prestats a Río de Oro (cal assenyalar que normalment els ascensos extraordinaris es concedien per "mèrits de guerra"). En 1925, amb el grau de coronel, va ser rellevat del seu comandament en la colònia del Sàhara. La seva tasca al Sàhara tindria una gran importància en la posterior ocupació del territori interior saharui i en el fiançament del domini colonial espanyol.
Publicà en 1947 Mis memorias. Veintidós años en el desierto.